# Classe Kirov (incrociatore 1980)
La classe Kirov o Progetto 1144 Orlan (in cirillico: проекта 1144 Орлан) è una classe di incrociatori missilistici pesanti a propulsione nucleare entrata in servizio nelle file della Marina sovietica a partire dagli anni ottanta e ancora oggi in attività nella Marina russa.
Noti in patria anche con l'acronimo di ARKR (Atomnyj Raketnyj KRejser), con i loro 250 metri di lunghezza e 28.000 tonnellate di dislocamento sono le unità navali da combattimento più grandi oggi in servizio. Assimilabili per grandezza alle navi da battaglia della prima guerra mondiale, le loro dimensioni, unite alla straordinaria potenza di fuoco, costrinsero nel 1982 la US Navy a riportare in servizio le corazzate classe Iowa.
Costituita da 5 unità, di cui solo 4 ultimate, la vita operativa dei battelli è stata profondamente segnata dai problemi finanziari causati dalla dissoluzione dell'URSS: dal 1997 il 75% delle unità della classe risulta indisponibile.
Al 2021, l'unica unità in grado di prendere il mare è la Pëtr Velikij in quanto i rimanenti vascelli risultano oramai radiati, in riserva o sottoposti a profondi lavori di ristrutturazione,come in questo caso l'incrociatore Admiral Nakhimov.

## Storia
Il progetto dei Kirov rappresenta la massima espressione delle navi da combattimento di prima linea sovietiche, con un grande scafo dotato di belle linee e di un elevato bordo libero, con sovrastrutture alte e di forma vagamente piramidale, con integrazione di apparati e antenne dei sensori in un'unica grande sovrastruttura.
Lo scafo dei classe Kirov servì come base di sviluppo per la classe di portaerei progetto 1153 Orel. La costruzione del primo scafo iniziò nel 1981 nel cantiere navale di Baltisky, vicino a San Pietroburgo. Lo scafo venne varato nel maggio 1983, tuttavia fu evidente come lo scafo si rivelasse inadatto al ruolo, ed il sistema di catapulte che avrebbe dovuto montare si rivelò totalmente inefficace. Si decise quindi di completarla come nave comando, ribattezzandola progetto 1941 Titan, e l'unità, designata SSV-33 Ural, fu completata nel 1988. Rimase l'unica unità di questa classe, designata in codice NATO Kapusta.

## Sviluppo

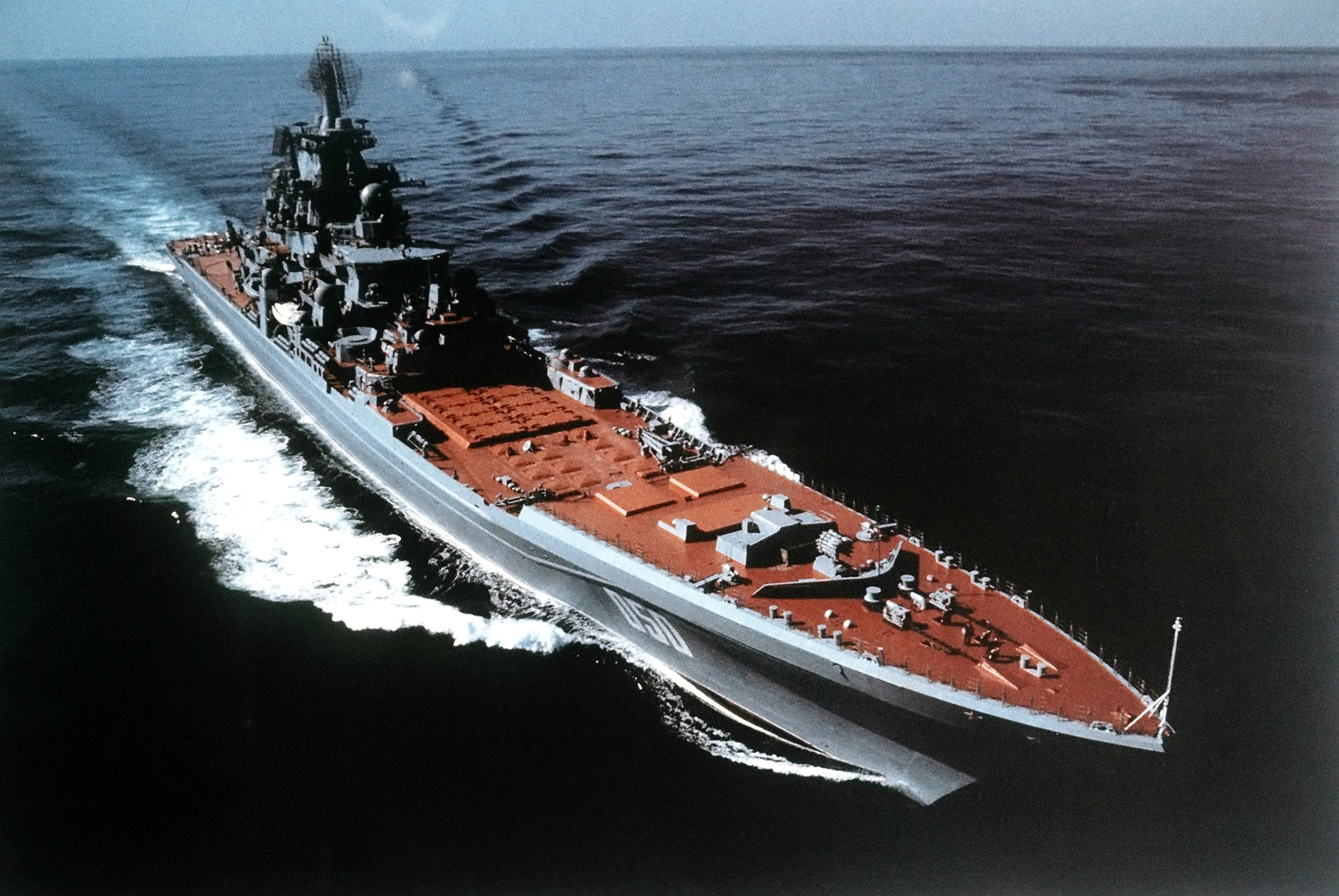
Il Kirov mostra qui la parte più interessante di questa classe di navi: la prua, con le batterie di missili sottocoperta Silex, SA-N 6 e SS-N 19

## Caratteristiche

### Propulsione
La propulsione è rappresentata da una soluzione inconsueta, che ottimizza le prestazioni migliori sia dei tipi nucleari che convenzionali. I motori primari sono infatti 2 reattori nucleari, che energizzano turbine a vapore per un'andatura di media crociera, ma esistono surriscaldatori a nafta per raggiungere le maggiori velocità ammesse, circa 30 nodi; se certo non è come avere motori nucleari da 30 nodi in quanto l'autonomia è ovviamente molto meno elevata, ma almeno con motori ragionevolmente economici si possono raggiungere sia velocità che autonomie elevate, anche se non in simultanea.

### Armamento

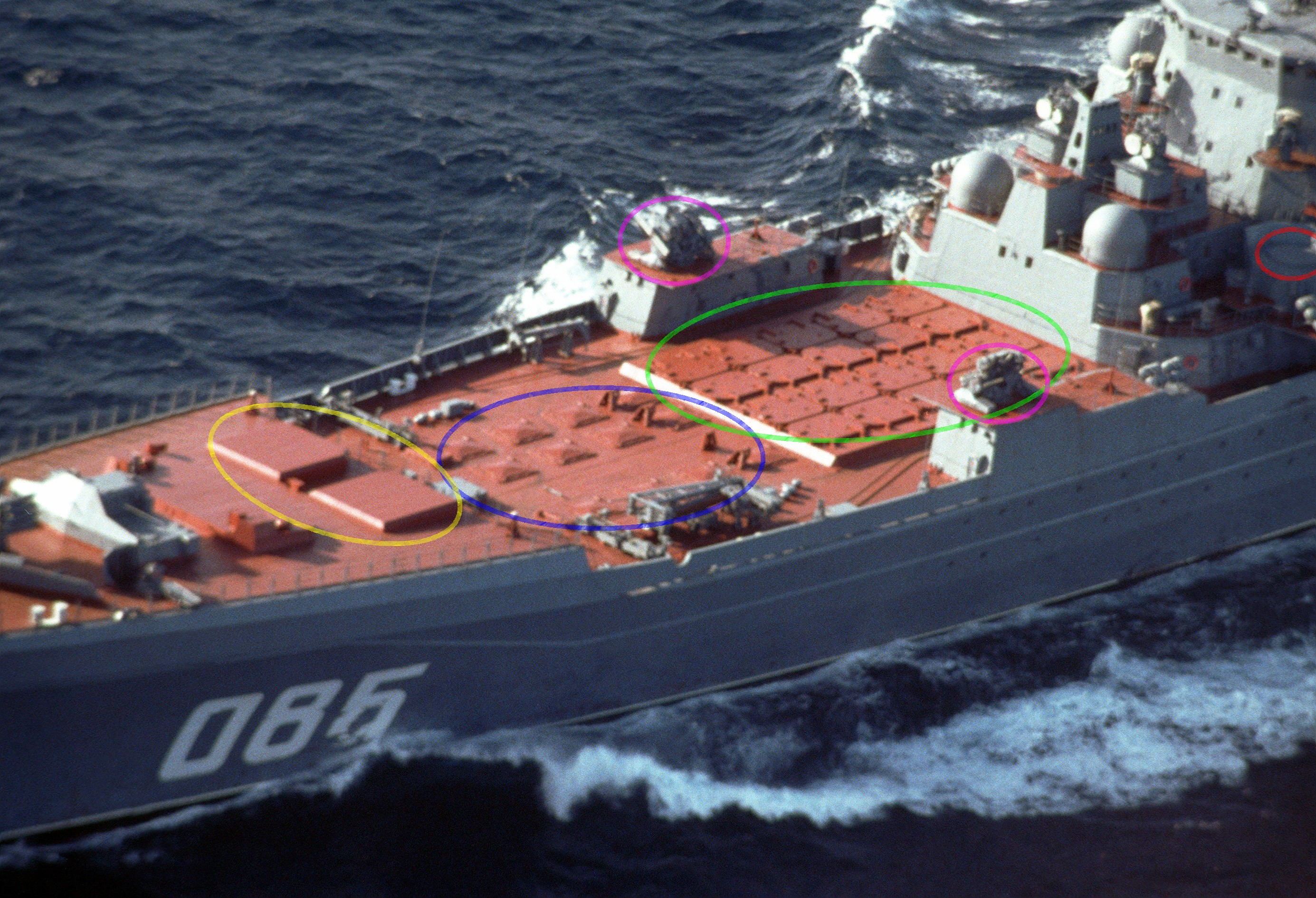
Dettagli dell'armamento prodiero:
2 Kortik
Missili Tor

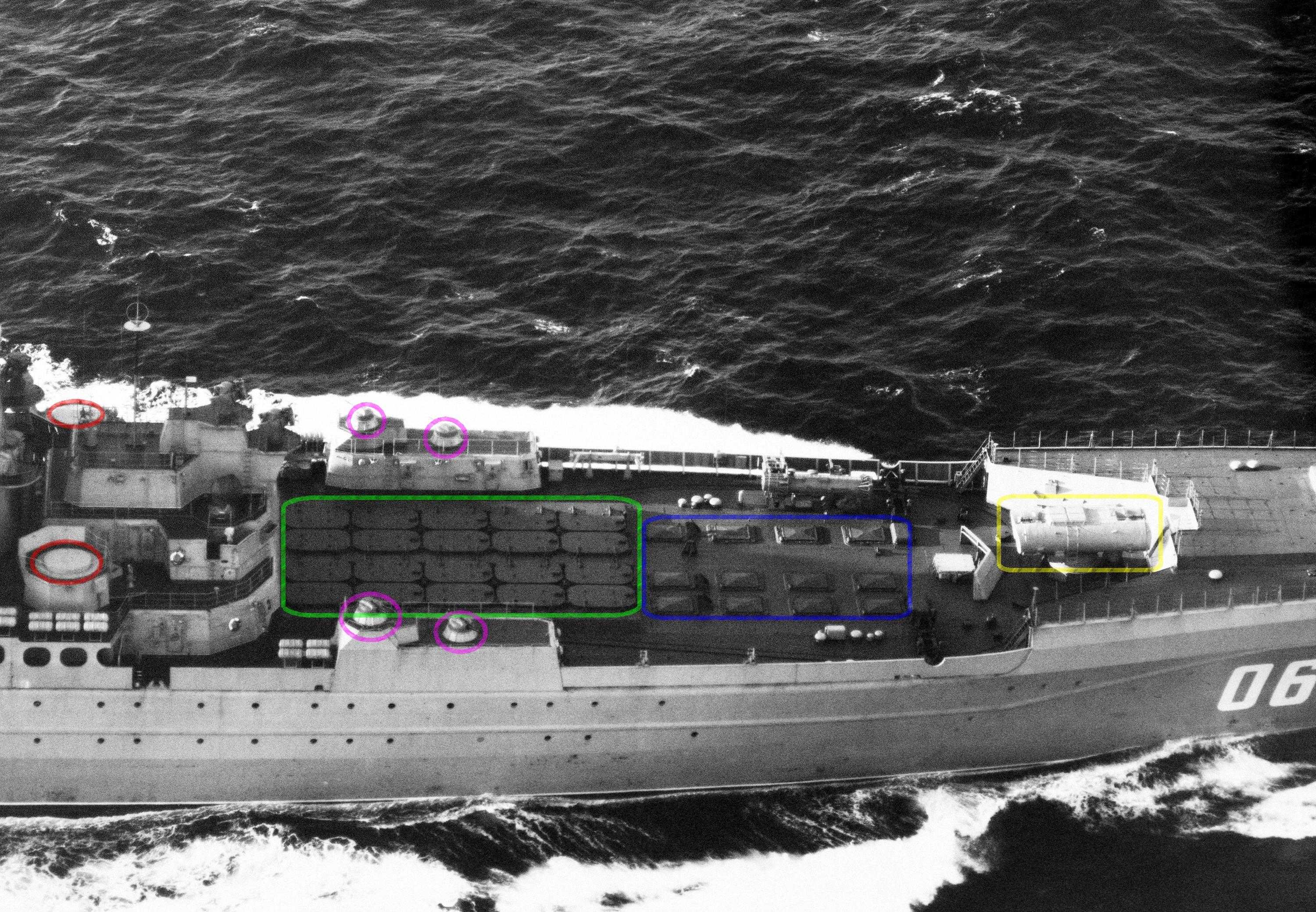
Varianti dell'armamento:
4 AK-630
2 lanciamissili OSA
20 lanciamissili antinave P-700 Granit
12 lanciamissili S-300 SAM
1 Metel binato antisommergibile e antinave

L'armamento dei Kirov è pesantissimo e tale da farli considerare, grazie anche alla stazza e alle dimensioni, degli "incrociatori da battaglia missilistici". Essi, in quanto ad armamenti principali, hanno una batteria sottoponte di missili SS-N-19 Shipwreck antinave, 20 in tutto, a prua, mentre come armi antiaeree sono presenti 96 missili SA-N 6 antiaerei a lungo raggio, con 2 radar Top Dome per guidare fino a 12 missili (uno Slava ne ha uno solo). Per comprendere di che armamenti si tratta, si può ricordare che i missili SSN-19 hanno una massa di circa 5500 kg per una lunghezza di oltre 10 metri, che corrispondono ad una gittata di oltre 500 km, a velocità supersonica perché dotati di uno statoreattore. I missili SA-N-6, versione navale dell'S-300 (SA-10 Grumble) dell'esercito, hanno una massa di circa 2 tonnellate e una lunghezza di 6-7 metri, per gittate di 90–180 km e velocità di oltre mach 6. Il loro sistema di lancio consiste in 12 lanciatori da 8 armi l'uno, rotanti sotto la coperta.
Esistono anche 16 missili SS-N-14 Silex ASW/AS, che costituiscono una delle armi più complesse tra i missili sovietici, con un siluro ASW da 533 mm e una testata da 300 kg antinave. Entro i 55 km di gittata essi hanno una duplice capacità, e in caso di attacco contro navi il siluro rimane a bordo e contribuisce, con la testata da 160 kg, ai danni che il missile può causare. Il Silex vola a 400 metri di quota, subsonico, quindi è lento e relativamente vulnerabile. La massa è di 4 tonnellate.
Per il resto, sono presenti 36 missili SA-N 4 antiaerei a corto raggio, 2 tubi lanciasiluri quintupli da 533 mm e 10 artiglierie complessive, 2 cannoni da 100 mm a poppa e 4 coppie di CIWS da 30 mm ciascuna con un radar Bass Tilt per il controllo del tiro. Infine, esistono 2 elicotteri per vari impieghi, ASW e ricognizione.
     2 Kortik
     Missili Tor
     4 AK-630
     2 lanciamissili OSA
     20 lanciamissili antinave P-700 Granit
     12 lanciamissili S-300 SAM
     1 Metel binato antisommergibile e antinave

## Impiego
I Kirov hanno avuto funzione di navi comando e controllo delle quattro flotte della Marina Sovietica, ma non hanno avuto molti anni per esercitarlo prima della fine dell'URSS. Il Leonid Brežnev aveva una torretta da 130 mm binata al posto della meno compatta e potente coppia da 100 mm, in seguito sono giunti anche CIWS migliorati e missili SA-N 9 al posto dei 4.
Gli equivalenti dei Kirov più prossimi tecnologicamente sono gli AEGIS classe Ticonderoga, in quanto basati su armi missilistiche di elevata potenza. Ma i diretti equivalenti sono stati ritenuti invece le Iowa, corazzate rimodernate con limitati interventi costituiti dall'aggiunta di missili Harpoon e Tomahawk, oltre che CIWS Phalanx.
Con la fine della guerra fredda è cessata la necessità di avere i grandi incrociatori di questa classe, l'Admiral Lazarev è fuori servizio dal 1997, la capoclasse Kirov lo è dal 2002. Attualmente, solo la Pyotr Velikiy rimane operativa, in quanto è in corso la modernizzazione della Nakhimov, che durerà per circa tre anni; successivamente si passerà anche all'ammodernamento della gemella Pyotr Velikiy. Mentre le prime due unità realizzate, l'Admiral Ushakov e l'Admiral Lazarev, non sono state ammodernate e sono state demolite nel 2021.

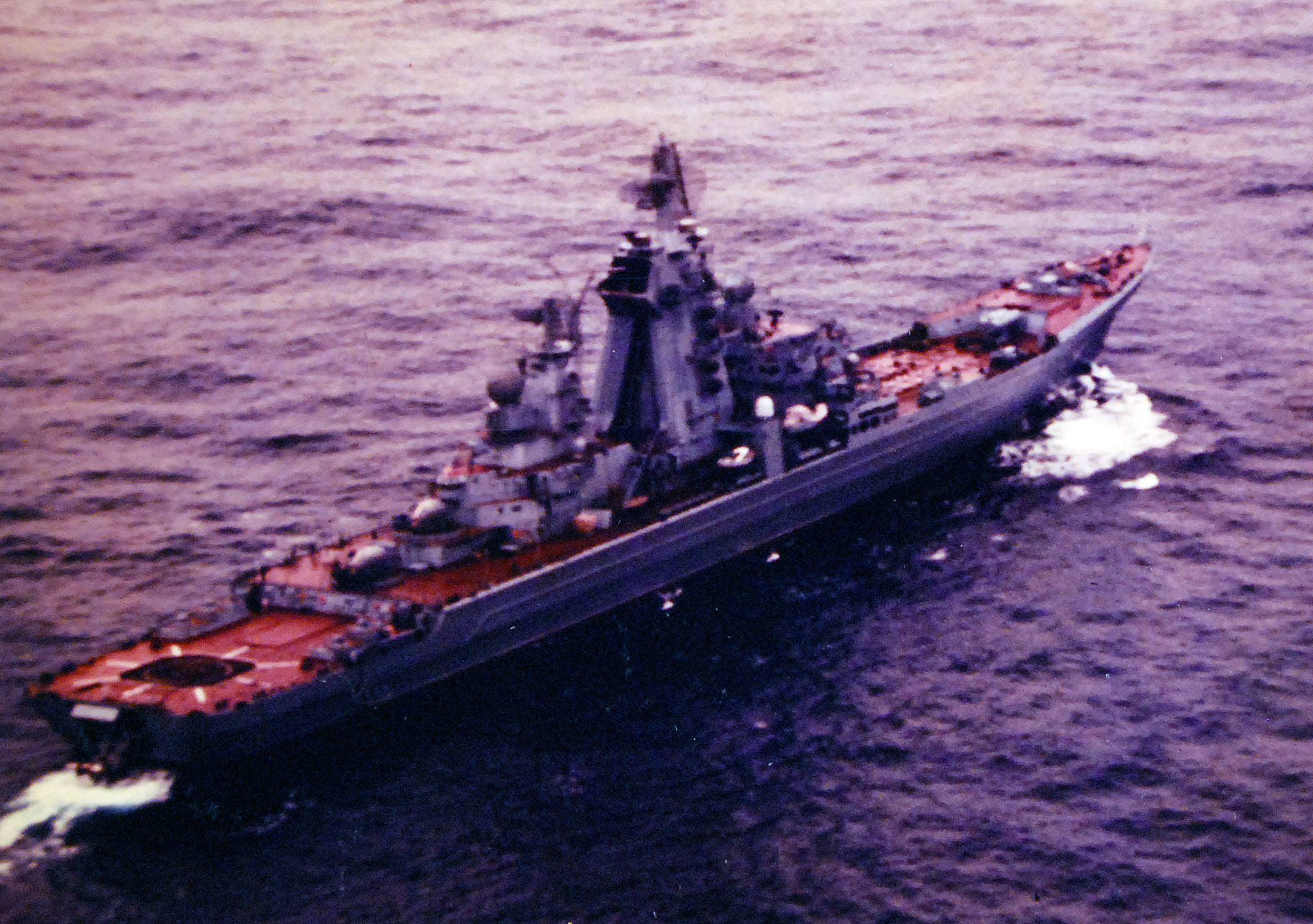
L’Admiral Lazarev nel Pacifico

## Ammodernamento
Le ultime due unità realizzate, l'Admiral Nakhimov e il Piotr Velikey, sono state diffusamente ammodernate. Oltre alla riorganizzazione delle strutture interne, il maggior lavoro di ammodernamento riguarda la sostituzione dei missili P-700 Granit (SS-N-19 shipwreck) ormai obsoleti con un sistema dotato di 80 celle di lancio verticali idonee all'impiego dei missili 3M-55 Onyx (SS-N-25), 3M-14T Kalibr (SS-N-30) o 3M-22 Zircon (SS-N-33).
Anche il sistema antiaereo S-300F con i suoi missili 5V55RM sarà sostituito col nuovo S-300FM con un minimo di 96 missili 48N6M. Questo nuovo sistema potrebbe anche lanciare alcuni dei missili del sistema S-400 tra i quali il 40N6 con distanza d'ingaggio massima di 380 km.
Sarà installato anche il Poliment Redut per la lotta antiaerea a medio raggio. Questo sistema è derivato dall'S-350 ed utilizza i missili 9M96E con gittata massima di 60 km. Sostituirà il sistema 3K95 Kinzhal.
Il sistema 4K33 OSA-M per la difesa aerea ravvicinata presente sul solo Nakhimov verrà mantenuto mentre le 6 torrette 3M87 Kashtan verranno sostituite con le Pantsir-M.
La torretta binata da 130 mm AK-130 è stata smontata e sarà forse sostituita da una più moderna.

## Unità
| Nome                                    | Costruttore                 | Impostazione    | Varo             | Entrata in servizio | Flotta              | Stato             | Radiazione |
| --------------------------------------- | --------------------------- | --------------- | ---------------- | ------------------- | ------------------- | ----------------- | ---------- |
| Admiral Ušakov (ex Kirov)               | Baltiysky Zavod, Leningrado | 26 marzo 1974   | 27 dicembre 1977 | 30 dicembre 1980    | Flotta del Nord     | Demolita nel 2021 | 2002       |
| Admiral Lazarev (ex Frunze)             | Baltiysky Zavod, Leningrado | 26 luglio 1978  | 26 maggio 1981   | 31 ottobre 1984     | Flotta del Pacifico | Demolita nel 2021 | 1997       |
| Admiral Nakhimov (ex Kalinin)           | Baltiysky Zavod, Leningrado | 17 maggio 1983  | 25 aprile 1986   | 30 dicembre 1988    | Flotta del Nord     | In ammodernamento | -          |
| Pëtr Velikij (ex Jurij Andropov)        | Baltiysky Zavod, Leningrado | 25 ottobre 1986 | 29 aprile 1989   | 19 aprile 1998      | Flotta del Nord     | Attiva            | -          |
| Admiral Flota Kuznecov (ex Dzeržinskij) | Baltiysky Zavod, Leningrado | -               | -                | -                   | -                   | Cancellata        | -          |

## Operatori
Russia
 Unione Sovietica